# Lee Aaker

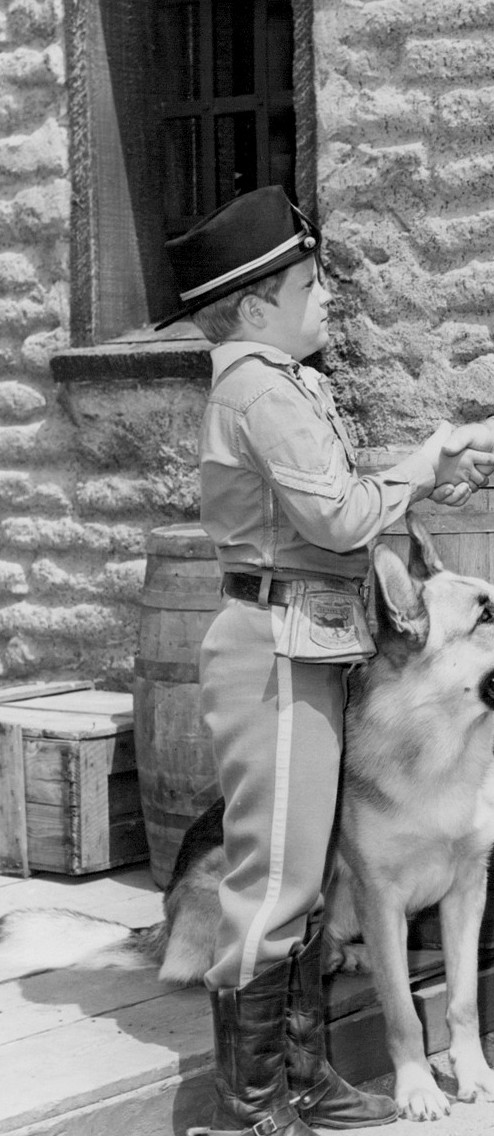
Lee Aaker in Rin Tin Tin (1956)

Lee William Aaker (* 25. September 1943 in Inglewood, Kalifornien; † 1. April 2021 nahe Mesa, Arizona) war ein US-amerikanischer Schauspieler. Bekannt wurde er vor allem durch die Rolle als Rusty in der Serie Rin Tin Tin.

## Leben
Ab Ende der 1940er-Jahre stand Aaker vor der Kamera, zunächst im Fernsehen, dann ab 1951 in meist kleineren Nebenrollen in Hollywood-Filmen wie Zwölf Uhr mittags und Die größte Schau der Welt. Eine größere Rolle übernahm er 1953 an der Seite von John Wayne in dem 3D-Film Man nennt mich Hondo. Ab 1954 übernahm er für fünf Jahre die Rolle des Rusty in der Serie Rin Tin Tin an der Seite von James Brown. In der Rolle des Waisenjungen, der gemeinsam mit seinem Schäferhund in der Wildwest-Zeit in einem amerikanischen Fort aufwächst, spielte er sich schnell in die Herzen des Publikums. Rin Tin Tin war die erste amerikanische Serie, die im deutschen Fernsehen gezeigt wurde. 
Als die Serie 1959 eingestellt wurde, war auch Aakers Glanzzeit vorbei: nach einigen Gastauftritten versuchte der mittlerweile 20-Jährige, hinter der Kamera zu arbeiten, doch schließlich kehrte er der Filmwelt ganz den Rücken und wurde Tischler sowie Skilehrer. Im Erwachsenenalter hatte Aaker, wie viele Kinderstars, mit Alkohol und anderen Drogen Probleme gehabt. Er starb nach Angaben seines Schauspielkollegen Paul Petersen im April 2021 im Alter von 77 Jahren nach einem Schlaganfall.

## Filmografie (Auswahl)
- 1951: Benjy (Dokumentar-Kurzfilm)
- 1952: Fünf Perlen (O. Henry's Full House)
- 1952: Die Stadt der tausend Gefahren (The Atomic City)
- 1952: My Son John (Szenen geschnitten)
- 1952: Zwölf Uhr mittags (High Noon)
- 1952: Die größte Schau der Welt (The Greatest Show on Earth)
- 1952: Wofür das Leben sich lohnt (Something to Live For)
- 1952: Hans Christian Andersen und die Tänzerin (Hans Christian Andersen)
- 1952: Die Stadt der tausend Gefahren (The Atomic City)
- 1953: Jeopardy
- 1953: A Lion Is in the Streets
- 1953: Arena
- 1953: Man nennt mich Hondo (Hondo)
- 1953: Eine abenteuerliche Frau (Take Me to Town)
- 1954: Destry räumt auf (Destry)
- 1954: Ritt mit dem Teufel (Ride Clear of Diablo)
- 1954: Unter zwei Flaggen (The Raid)
- 1954: Schwarzer Freitag (Black Tuesday)
- 1954: Ihre zwölf Männer (Her Twelve Men)
- 1954–1959: Rin Tin Tin (Fernsehserie, 164 Folgen)
- 1959–1962: Disney-Land (Disneyland; Fernsehserie, 4 Folgen)
- 1963: Bye Bye Birdie